# Porphyrinia ochreola
Porphyrinia ochreola är en fjärilsart som beskrevs av Turati 1924. Porphyrinia ochreola ingår i släktet Porphyrinia och familjen nattflyn. Inga underarter finns listade i Catalogue of Life.